# Cnemaspis reticulata
Cnemaspis reticulata — вид ящірок з родини геконових (Gekkonidae). Описаний у 2023 році.

## Поширення
Ендемік Індії. Виявлений на пагорбі Тірупаранкундрам (311 м над рівнем моря) у місті Мадурай у штаті Тамілнад на півдні країни.